# Scotstown (Quebec)
Pronunciação
Scotstown é uma cidade localizada na província de Quebec no Canadá.